# Direction de la Maintenance aéronautique
Vous pouvez aider à l'améliorer ou bien discuter des problèmes sur sa page de discussion.
- Il ne cite pas suffisamment ses sources. Vous pouvez indiquer les passages à sourcer avec {{référence nécessaire}} ou {{Référence souhaitée}}, et inclure les références utiles en les liant aux notes de bas de page. (Marqué depuis avril 2018)
- Il est à actualiser. Certains passages sont obsolètes ou annoncent des événements désormais passés. (Marqué depuis avril 2018)

- Archive Wikiwix
- Bing
- Cairn
- DuckDuckGo
- E. Universalis
- Gallica
- Google
- G. Books
- G. News
- G. Scholar
- Persée
- Qwant
- (zh) Baidu
- (ru) Yandex
- (wd) trouver des œuvres sur Wikidata

La direction de la Maintenance aéronautique (DMAé) est un organisme interarmées français.
Elle est chargée d'assurer la meilleure disponibilité des aéronefs du ministère des Armées, d'en maîtriser les coûts et de garantir la cohérence des actions de maintien en condition opérationnelle (MCO) aéronautique. De ce fait, elle est responsable de la performance du maintien en condition opérationnelle des aéronefs et des équipements aéronautiques. 
Intervenant sur tout le cycle de vie des matériels aéronautiques :
- elle prépare, négocie, et pilote l’exécution des contrats de MCO ;
- elle contribue directement à la réalisation du MCO, du maintien de la navigabilité, des activités d’expertise technique, de la conception et du pilotage de la chaîne logistique ;
- elle détermine, en accord avec les états-majors, la répartition des activités de MCO entre les maîtrises d’œuvre opérationnelles et industrielles.

## Historique
Depuis 1996, la disponibilité des matériels aéronautiques de toutes les armées n’a cessé de se dégrader, jusqu’à atteindre en décembre 2000 un niveau moyen pour l’ensemble des flottes de seulement 54,6 %. Seul un aéronef sur deux est alors en état de voler. Cette situation était due à des causes structurelles (diminution du poids relatif de l’aéronautique militaire dans l’aéronautique générale, restructurations industrielles, etc.), conjoncturelles (fortes contraintes budgétaires), réglementaires (Code des marchés publics, mise en concurrence européenne, etc) et organisationnelles (dispersion des processus et des responsabilités du soutien en service au sein du ministère de la Défense).[réf. nécessaire] Pour retrouver une situation acceptable, la Structure intégrée du maintien en condition opérationnelle des matériels aéronautiques du ministère de la défense (SIMMAD) est créée par un décret du ministre de la Défense publié le 4 décembre 2000. Elle relève du chef d'état-major de l'Armée de l'air.
En avril 2018, la SIMMAD devient la direction de la maintenance aéronautique, désormais subordonnée au chef d'état-major des armées. Elle est chargée de la réforme du MCO, à savoir « la verticalisation et la globalisation des contrats » plutôt que d’avoir, comme sur l’Eurocopter EC665 Tigre, 30 contrats différents.

## Implantation
La DMAé est composée de 1 300 personnes issues d’horizons divers : personnels militaires des trois armées et de la gendarmerie, ingénieurs militaires et civils de la DGA, commissaires des armées, personnels civils de la défense, personnels de la sécurité civile et des douanes. Elle est implantée sur 17 sites. 
Les équipes d'expertises techniques centralisées (EETC) ou sections d'expertises techniques (SET), sont réparties sur les bases aériennes de l'armée de l'air, et ont vocation à court termes pour la plupart d'entre elles d'être regroupées sur la base aérienne de Mérignac. Le reste est réparti sur les sites suivants :
- Avord (E3F)
- Cognac (Drone)
- Évreux (CN235,CASA)
- Istres (C135/KC135)
- Nancy (M2000)
- Orléans (A400M ATLAS)
- Romorantin (planeurs et motoplaneurs)
- Salon-de-Provence (avions légers)
- Tours (Alphajet)
- ETIA Rafale à Mont-de-Marsan
- STMAI de Montauban
- ETIA 3S d’Ambérieu

Des antennes DMAé auprès des industriels sont positionnées dans les ateliers industriels de l’aéronautiques (AIA) et chez certains industriels :
- AIA Cuers-Pierrefeu
- AIA Floirac
- AIA Clermont-Ferrand